# 伊斯帕尼奥拉岛

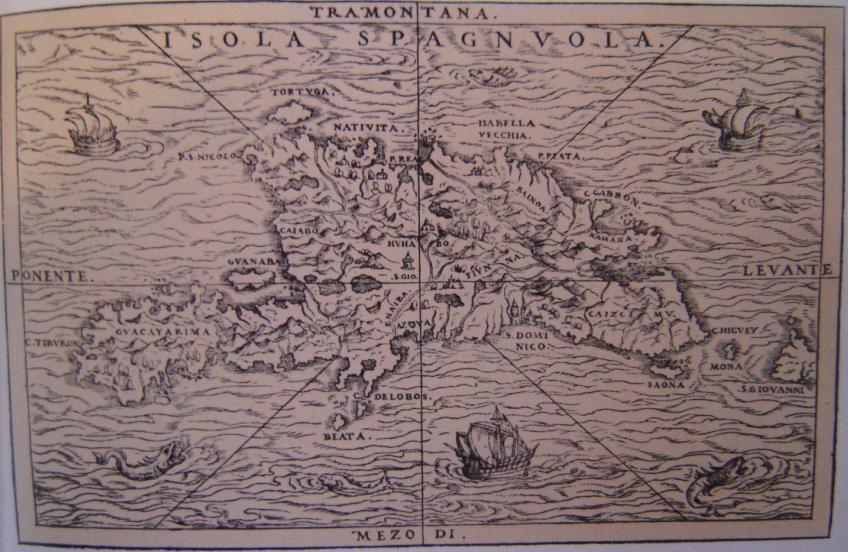
15世紀時的伊斯帕尼奥拉島地圖

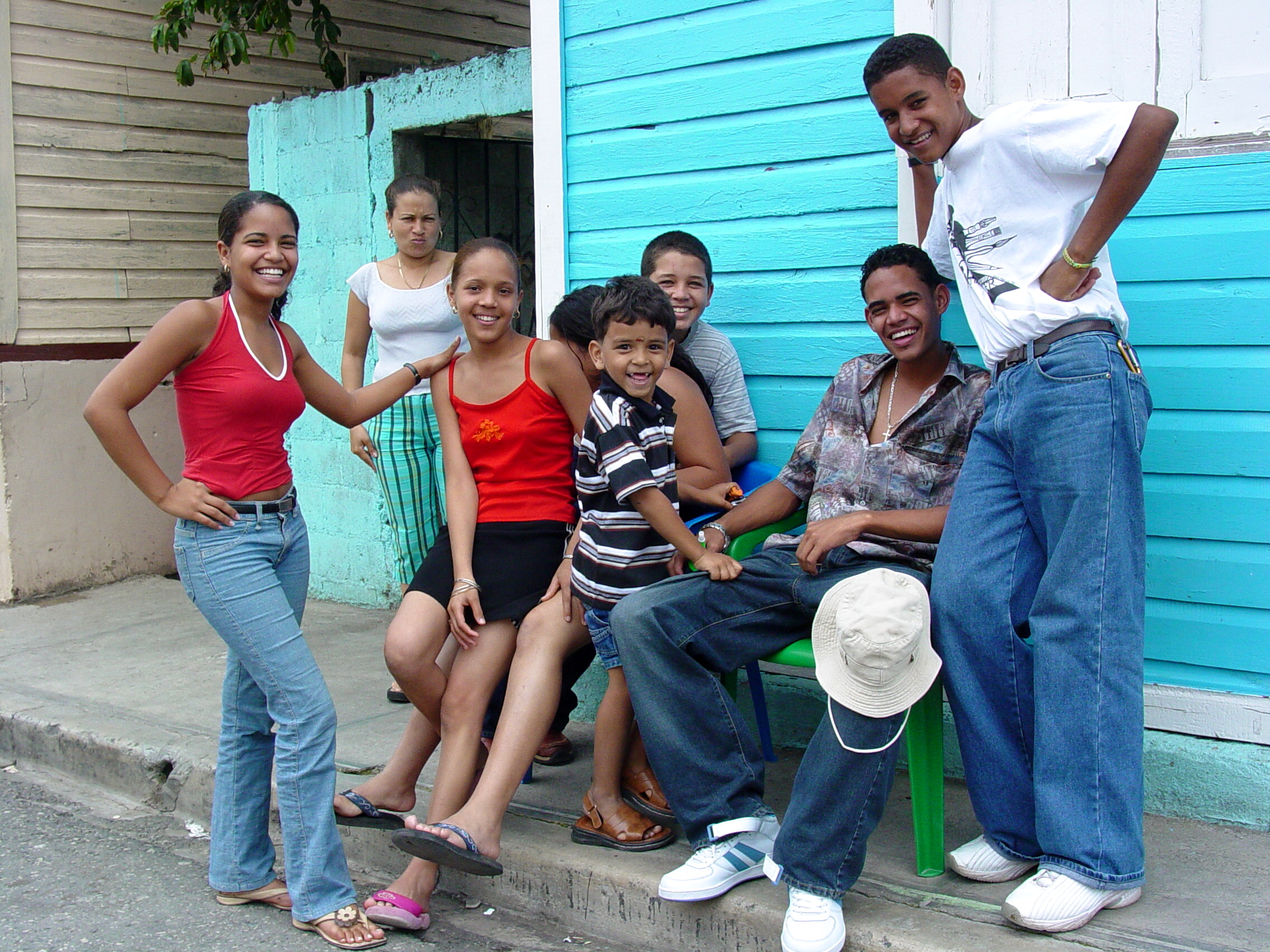
多明尼加西語裔人口，混有法國血統，他們是當初奴役海地黑奴主人的後代，被黑人起義趕走後來到多明尼加，許多人有著歐洲人的外貌

伊斯帕尼奥拉島（西班牙語：Isla de La Española），又譯西班牙島，泰諾人稱為海地島（意為「群山之地」），是加勒比海地區第二大島，面積76,192平方公里，僅次於古巴；位處古巴東南方，波多黎各的西邊，2014年人口两千一百万，为世界岛屿人口第十一大岛。東西兩側分別為讲西班牙语的多明尼加及讲法语和海地克里奥尔语的海地，兩國的文化和種族差異相當大，經濟與發展水準也有明顯的差距。

## 歷史
1492年12月5日，西班牙探险家克里斯托弗·哥伦布首次踏足该島，並将其命名為西班牙島。1493年，哥倫布在該島建立了歐洲人在美洲的第一個殖民地。西班牙島被發現時，島上居住着約100萬名原住民，主要為泰諾人，島的西北部居住着少量西波内人。當時島上已經有5個原住民酋长国，其人民居住在人口稠密的大村莊裡，捕捉鳥類、魚類，並耕種土地。西班牙島上的土人用石斧開墾，用木鏟耕種。主要的作物是木薯和甘薯。
1492年，在哥倫布的首次航行中，因為其船艦擱淺，不能把其他兩艘船上的船員帶回西班牙，因此在今天的海地角附近建立聖誕節堡壘。1493年哥倫布返回時，發現堡内無一人存活。他在西班牙島北海岸建立了伊莎貝拉殖民地，該島的殖民统治就此開始。1502年，西班牙島正式成為西班牙殖民地，首府被命名為“聖多明哥城”，島上土著的軍事反抗被鎮壓。至16世纪，西班牙人已經在島上建立了15座城市。此外，西班牙官兵們都分得了島上的土地，並且把居住在這些土地上的土著变成了奴隸，從事掘金、種植甘蔗和養牛。由於西班牙人帶來的天花傳播，泰諾人於1544年在島上絕跡。

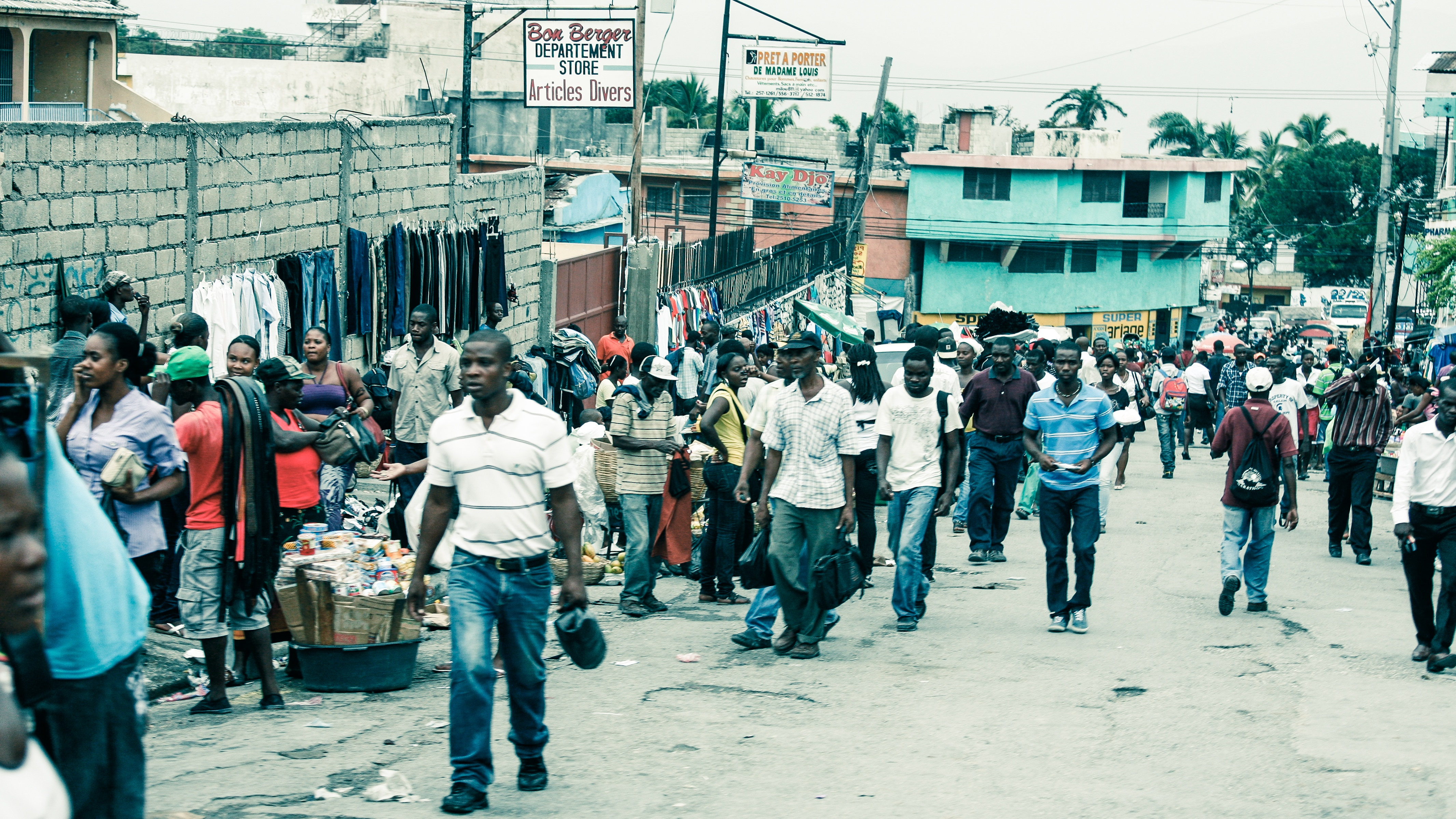
海地的人口以當初的非洲黑奴為主

土著絕跡以後，西班牙島西部的種植農地和牧場紛紛被西班牙人的地主抛棄，該島西部遂成為荒涼的無人區，並逐漸變成来自英國、法國、荷蘭等國的海盗的據點。到16世纪末，這些海盗已經嚴重地威脅西班牙的海上航線。一些來自英、法、荷等國的獵人逐漸會偶爾來到西班牙島西部，狩獵野牛和野猪，做成醃肉出售给海盗賺點小錢，還有一些農民種植菸草和一些基本的糧食作物供應海盜。在西班牙島西部的歐洲移民中，法國人占數量上的優勢。1640年，法國將西班牙島西北的托爾提島據為己有。1665年，法國政府聲稱西班牙島西部三分之一是法國的殖民地，稱為“聖多明克”（Saint-Domingue）。1697年，根據大同盟戰爭的勒斯维克條約，聖多明被西班牙割讓给法國。除此之外，許多飽受主人欺負的貧困黑奴也逐漸來到這裡定居，有了黑人之後，許多歐洲海盜洗手開始做起正常的生意，奴隸農場再度興起。
1791年，聖多明克的黑奴不堪法國人剝削，爆發反法起義，最终於1804年成立海地共和國，成為黑人國家。1795年，西班牙把西班牙島東部的三分之二也轉讓給法國。1809年東部重歸西班牙统治，1821年獨立，1822年被海地占領，1844年再度獨立，成立多明尼加共和國。1861年，多明尼加再度被西班牙接收，直至1865年才完全獨立。當時多明尼加曾試圖併入美國，但没有成功。美國曾先後出兵佔領了海地（1915年至1934年）和多明尼加（1916年至1924年），但皆最終撤軍。
兩國的憲法也宣布該島是一體而不可分割的。

## 地理
伊斯帕尼奥拉岛東西長約660公里，南北最寬處約260公里。西面隔90公里的向風海峡和古巴相望，東面隔110公里的莫纳海峡和波多黎各相望，西南距離牙買加190公里。
伊斯帕尼奥拉岛的海岸線十分曲折，但是沿海只有少數幾個附屬島嶼。該島嶼於科迪勒拉山系的中段，具有明顯的山地特徵，分為四條大致平行的東西走向山脈。多明尼加共和國境内中科迪勒拉山脈的最高峰杜阿特頂高達3175米，為加勒比海最高山。
在地質上，伊斯帕尼奥拉岛並非像科迪勒拉山系那樣形成於晚白堊紀或古近紀的阿爾卑斯褶皺運動，而是屬於新近紀的斷層構造產物，其地殼構造運動自上新世開始，至更新世還在繼續。
伊斯帕尼奥拉岛是西印度群島中唯一具有各種熱帶氣候類型的島嶼，平原地區一般乾旱，山區一般濕潤，在科迪勒拉山則可見寒帶氣候。地形對濕度的影響很强，例如在信風的向風坡，年降水量可達1905毫米（海地的勒博内），同一地的背風坡則只有559毫米（戈納伊夫）。
伊斯帕尼奥拉岛可分為北科迪勒拉山脈、北部谷地、中科迪勒拉山脈、中部平原和山地、聖多明哥沿海平原、南部谷地、南科迪勒拉山脈等七個景觀區。島上的植被都是次生植物，包括熱帶希樹草原、熱帶旱森林、半荒漠熱帶旱生灌叢、熱帶落針林、半常綠季雨林、熱帶雨林、山地常綠林等植物。島上的主要作物包括咖啡、棉花、稻、玉米、块茎作物、蔬菜和果樹。多明尼加的畜牧業比較發達。中科迪勒拉山脈曾經蘊藏黄金，但早在16世纪即被開採殆盡。多明尼加南部有鋁樊土資源。
伊斯帕尼奥拉岛的對外交通主要為海運和空運，島上的交通主要依賴公路和空運。海地和多明尼加之間主要有公車往返，兩國從南到北目前約有四條邊境通道，必須辦理護照簽證。

## 参見
- 海地歷史
- 多明尼加歷史

## 外部連結
- 伊斯帕尼奥拉岛和波多黎各岛地图 （页面存档备份，存于）